# Боствик, Барри
Ба́рри Кнапп Бо́ствик (англ. Barry Knapp Bostwick; род. 24 февраля 1945, Сан-Матео, Калифорния, США) — американский актёр. Лауреат премий «Золотой глобус» и «Тони». Широкую известность получил благодаря роли Брэда Мейджорса в фильме «Шоу ужасов Рокки Хоррора» (1975).

## Биография
Боствик родился в 1945 году в Калифорнии. Его мать, Бетти (урождённая Дефендорф), была домохозяйкой, а отец, Генри Боствик, — строителем и актёром. У Барри также был единственный брат, который погиб в автомобильной катастрофе в 1973 году.
Боствик учился в Международном университете Сан-Диего. В то же время он начинал карьеру как театральный актёр, а некоторое время работал в качестве циркового артиста. Он также окончил в 1968 году NYU’s Graduate Acting Program.
В 1987—1991 годах состоял в браке со Стейси Нелкин. Через некоторое время Барри Боствик женился во второй раз — на Шерри Эллен Дженкинс (брак в 1994—2009 годах). У них родилось двое детей — Брайан и Челси.
В 1997 году у Боствика наступил чрезвычайно сложный период — врачи выявили у актёра тяжкий недуг — рак простаты. Тогда же он был прооперирован. В 2004 году Барри Боствик был удостоен вознаграждения от Института по Исследованию Рака — за храбрость.
В 2007 году Бостуик получил роль, как дедушка Клайд Флинн в мультсериале «Финес и Ферб». Боствик также является представителем «Optimum Voice». В 2011 году Бостуик изобразил маленького городского шерифа в триллере Джона Лэндиса.

## Фильмография
| Год       |    | Русское название                              | Оригинальное название                       | Роль                        |
| --------- | -- | --------------------------------------------- | ------------------------------------------- | --------------------------- |
| 1975      | ф  | Шоу ужасов Рокки Хоррора                      | The Rocky Horror Picture Show               | Брэд Мейджорс               |
| 1978      | с  | Ангелы Чарли                                  | Charlie’s Angels                            | Тед Мачилин                 |
| 1978      | ф  | Кино, кино                                    | Movie Movie                                 | Джонни Данко / Дик Каммингс |
| 1979      | с  | Отдел 5-O                                     | Hawaii Five-O                               | Лукас Сандовер              |
| 1988—1989 | с  | Война и воспоминание                          | War and Remembrance                         | «Леди» Астер                |
| 1993      | ф  | Уикенд у Берни 2                              | Weekend at Bernie’s II                      | Артур Хаммель               |
| 1993      | ф  | Русская рулетка                               | Russian Holiday                             | Грант Эймс                  |
| 1996      | ф  | Неистребимый шпион                            | Spy Hard                                    | Норман Коулмен              |
| 1996—2002 | с  | Спин-Сити                                     | Spin City                                   | Рэндалл Уинстон             |
| 1997      | с  | Лексс                                         | Lexx                                        | Тодин                       |
| 2003      | мф | 101 далматинец 2: Приключения Патча в Лондоне | 101 Dalmatians II: Patch's London Adventure | Громобой                    |
| 2003      | с  | Клиника                                       | Scrubs                                      | мистер Рэндольф             |
| 2004      | ф  | Черепа 3                                      | The Skulls III                              | Нэйтан Ллойд                |
| 2007      | ф  | Нэнси Дрю                                     | Nancy Drew                                  | Дэшиел Бидермейер           |
| 2007      | ф  | Вечер                                         | Evening                                     | мистер Уиттенборн           |
| 2009      | с  | Сверхъестественное                            | Supernatural                                | Фокусник Джей               |
| 2009      | ф  | Ханна Монтана: Кино                           | Hannah Montana: The Movie                   | мистер Брэдли               |
| 2010      | ф  | Моби Дик: Охота на монстра                    | 2010: Moby Dick                             | капитан Ахаб                |
| 2010      | с  | Хор                                           | Glee                                        | Тим Стэнвик                 |
| 2012      | с  | Красотки в Кливленде                          | Hot in Cleveland                            | Хью                         |
| 2012      | с  | Новая норма                                   | The New Normal                              | Марти                       |
| 2013      | ф  | Лето. Пляж. Кино                              | Teen Beach Movie                            | дедушка Маккензи            |
| 2015      | ф  | Царь скорпионов 4: Утерянный трон             | The Scorpion King 4: Quest for Power        | Соррелл Расков              |
| 2023      | ф  | Преступник Джонни Блэк                        | Outlaw Johnny Black                         | Том Шили                    |

## Награды и номинации
| Год  | Премия           | Категория                                                                 | Работа               | Результат |
| ---- | ---------------- | ------------------------------------------------------------------------- | -------------------- | --------- |
| 1989 | «Золотой глобус» | Лучшая мужская роль второго плана — мини-сериал, телесериал или телефильм | Война и воспоминание | Победа    |